# 越の原インターチェンジ
越の原インターチェンジ（こしのはらインターチェンジ）は、石川県鳳珠郡穴水町越の原にあるのと里山海道（法律上は能越自動車道との重複区間）のインターチェンジである。

## 概要
穴水町街地から七尾・金沢方面への流入、ならびに金沢・七尾方面から同じく町街地へ流出が可能なハーフインターチェンジである。

## 歴史
- 1978年（昭和53年）11月1日 - 能登半島縦貫有料道路の横田IC - 此木IC（現在の穴水IC）間が開通、供用開始[1][2][3][5]。
- 1982年（昭和57年）
  - 9月13日 - 路線名を「能登有料道路」に変更[3]、同道路のインターチェンジとなる。
  - 11月17日 - 能登有料道路の柳田IC - 徳田大津IC間が開通[3][6][7]、これに伴い能登有料道路が全線開通[3]。
- 2007年（平成19年）
  - 3月25日 - 同日発生した能登半島地震により、当ICを含む柳田IC - 穴水IC間が通行止となる[8][9]。
  - 4月27日 - 当ICを含む横田IC - 穴水IC間の通行止を解除[8][10][11]。
- 2013年（平成25年）3月31日 - 能登有料道路が無料化されたことに伴い、当IC以南の区間がのと里山海道となる[3]。

## 接続道路
- 穴水町道宇留地越の原線

## 隣
E41 のと里山海道（法律上は能越自動車道との重複区間）
横田IC - 別所岳SA - 越の原IC - 穴水IC